# Telaranea seriatitexta
Telaranea seriatitexta là một loài rêu tản trong họ Lepidoziaceae. Loài này được (Stephani) J.J. Engel miêu tả khoa học lần đầu tiên năm 1976.